# Індуктивність короткого замикання

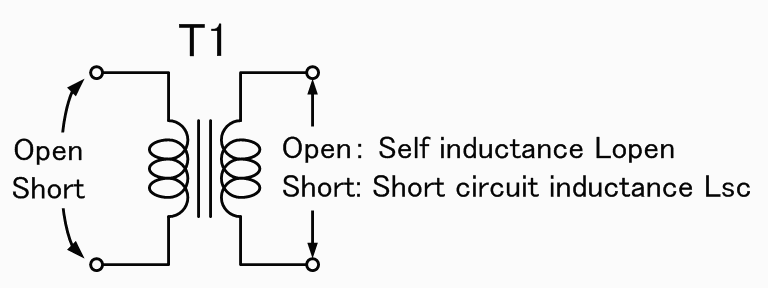
Вимірювання індуктивності короткого замикання

Індуктивність короткого замикання справжнього лінійного трансформатора з двома обмотками - це індуктивність, виміряна через первинну або вторинну обмотку, коли інша обмотка має коротке замикання.  Вимірювання індуктивності короткого замикання є альтернативою або доповненням вимірювань індуктивності відкритого ланцюга і дає різні приближення для коефіцієнта зв'язку та інших похідних величин. Яка методологія вимірювання є найбільш актуальною, залежить від застосування. 

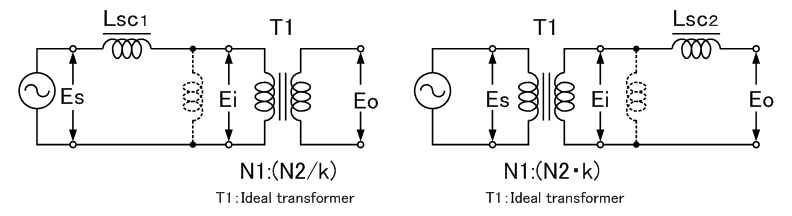
Еквівалентна схема

Вимірювані первинні та вторинні індуктивність короткого замикання можуть розглядатися як складові частини первинної та вторинної самоіндуктивності; вони пов'язані відповідно до коефіцієнта зв'язку як, 
{\displaystyle L_{\mathrm {sc1} }=(1-k^{2})\cdot L_{\mathrm {1} }\,}
{\displaystyle L_{\mathrm {sc2} }=(1-k^{2})\cdot L_{\mathrm {2} }\,}
Де 
- k - коефіцієнт зв'язку
- L 1 - первинна самоіндуктивність
- L 2 - вторинна самоіндуктивність

Вимірювання індуктивності короткого замикання використовується спільно з вимірюваннями індуктивності відкритого контуру для отримання різних похідних величин, таких як {\displaystyle k}, коефіцієнт індуктивної зв'язку і {\displaystyle \sigma }, індуктивний коефіцієнт витоку. {\displaystyle k} виводиться відповідно до: 
{\displaystyle k={\sqrt {1-{\frac {L_{\text{sc}}}{L_{\text{oc}}}}}}}
де 
- {\displaystyle L_{\text{sc}}} - вимірювання короткого замикання первинної або вторинної індуктивності
- {\displaystyle L_{\text{oc}}} - відповідне вимірювання відкритого контуру первинної або вторинної індуктивності

Інші параметри трансформатора, такі як індуктивність витоку та взаємна індуктивність, які неможливо безпосередньо виміряти, можуть бути визначені через k. 
Індуктивність короткого замикання - один з параметрів, що визначає резонансну частоту синхронної зв'язку магнітної фази в резонансному трансформаторі та бездротовій передачі електроенергії . Індуктивність короткого замикання є основною складовою параметра обмеження струму в програмах трансформаторів витоку .

## Дивись також
- Резонансна індуктивна муфта